# Chaliniastis
Chaliniastis é um gênero de traça pertencente à família Agonoxenidae.